# 張弘策
張 弘策（ちょう こうさく、456年 - 502年）は、南朝斉から梁にかけての軍人。字は真簡。本貫は范陽郡方城県。

## 経歴
張安之（張穆之の弟）の子として生まれた。幼いころから孝行で知られた。母が病にかかって5日のあいだ食事を摂らなかったとき、弘策もまた食わなかった。母が死去すると、3年のあいだ塩漬けの野菜を食わなかった。兄弟の仲が良く、ひとときも離れるのを嫌がって、いつも同じ部屋で寝起きしたので、世間は姜肱兄弟にたとえた。南朝斉の邵陵王左常侍を初任とし、奉朝請・西中郎江夏王行参軍に転じた。
弘策は蕭衍と年齢が近く、幼なじみであった。建武4年（497年）、弘策は蕭衍と同宿し、酒席で語り合った。蕭衍は北魏軍の侵攻と建康で起こる反乱を予見し、世を救う英雄が自分であるとほのめかした。弘策は蕭衍を君主と仰ぎ、その臣下となることを誓った。この年の冬、北魏軍が新野を攻撃したため、蕭衍は救援のため西方におもむいた。蕭衍が曹虎の代わりに雍州刺史となることが決まると、弘策はこれを聞いて喜んだ。
永泰元年（498年）7月、明帝が死去すると、遺詔により蕭衍が雍州刺史となり、弘策はその下で雍州録事参軍・襄陽県令となった。蕭衍は争乱が起こることを予期して、ひそかに軍備をたくわえたが、相談相手となるのは弘策のみであった。蕭衍の兄の蕭懿が益州刺史を退任し、西中郎長史・行郢州事となった。蕭衍は弘策を郢州に派遣して、奪権の計画を蕭懿に伝えさせた。弘策は蕭懿を説得したが、蕭懿は聞き入れなかった。
蕭衍は挙兵するにあたって、夜間に弘策と呂僧珍を邸に入れて手筈を議論した。弘策は輔国将軍・軍主となり、1万人を率いて後部の軍事を任された。和帝が即位すると、弘策は歩兵校尉となり、車騎諮議参軍に転じた。郢城が平定されると、蕭穎達や楊公則らの諸将は軍を夏口に駐屯させようとしたが、蕭衍は勝勢に乗じて長駆して、建康を直接に目指そうと考えた。蕭衍は弘策と相談して、意見が一致した。寧遠将軍庾域を訪れると、庾域もまた同意見であった。そこで蕭衍はその日のうちに全軍の出立を命し、長江に沿って建康に向かわせた。蕭衍軍が新林に到着すると、王茂や曹景宗らが大航で戦闘中であり、蕭衍は弘策に節を持たせて派遣し、労をねぎらわせた。この日のうちに、朱雀軍を撃破した。蕭衍が石頭城に入ると、弘策は禁衛の門に駐屯して、降伏者と面接し、その多くを赦免した。建康城が平定されると、蕭衍は弘策と呂僧珍を先に宮殿に入らせ、府庫を調べて封じさせた。城内には珍宝が山と積まれていたが、弘策は部隊を統率して、少しも略奪することがなかった。衛尉卿に転じ、給事中の位を加えられた。天監元年（502年）、散騎常侍の位を加えられ、洮陽県侯に封じられた。
東昏侯の残党数百人が建康の南北掖門から侵入して反乱を起こし、神虎門と総章観を焼いた。前軍司馬の呂僧珍が宮殿内に宿直しており、宿衛の兵が反乱軍を撃破したので、反乱軍は衛尉府に逃げ込んだ。弘策は火災の消火にあたろうとして、潜伏した反乱軍によって殺害された。享年は47。散騎常侍・車騎将軍の位を追贈された。諡は愍といった。

## 子女
- 張緬
- 張纘
- 張綰
- 張紑（張柬之の曾祖父）

## 伝記資料
- 『梁書』巻11 列伝第5
- 『南史』巻56 列伝第46